# Maxim Leonardowitsch Schewtschenko

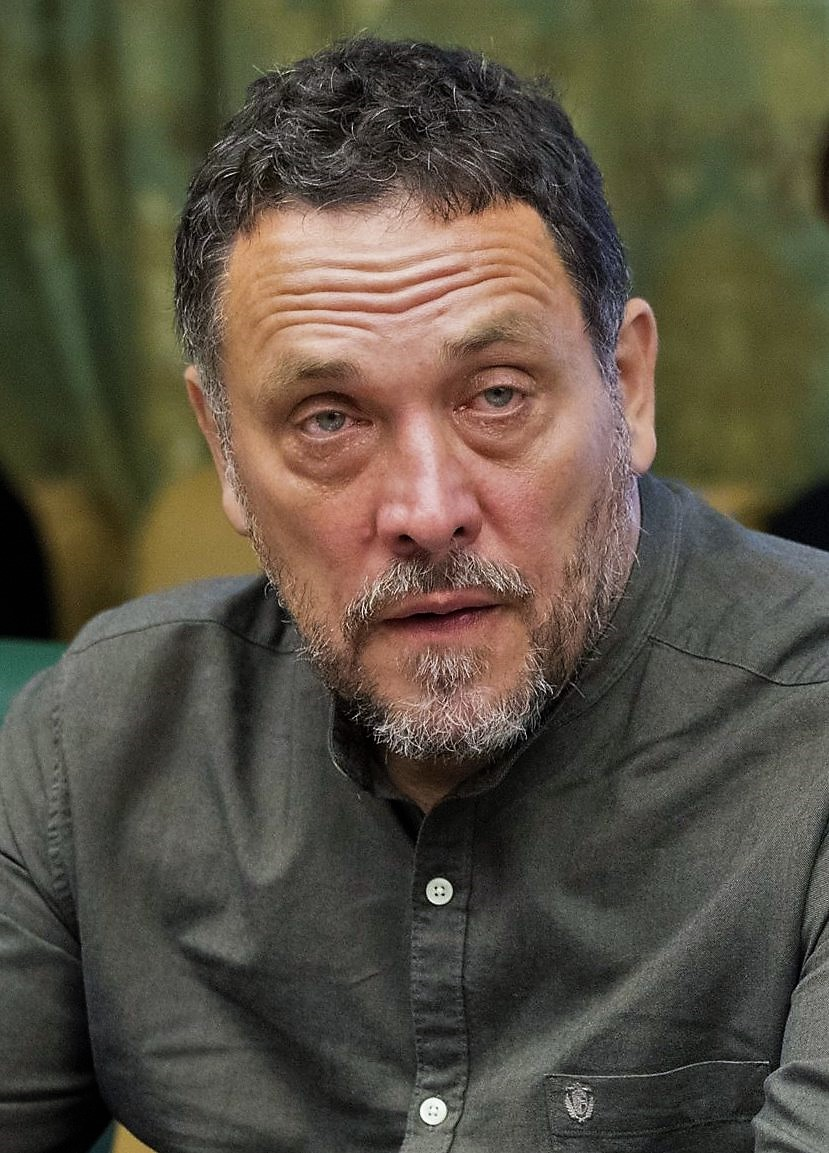
Maxim Schewtschenko (2017)

Maxim Leonardowitsch Schewtschenko (russisch Макси́м Леона́рдович Шевче́нко; * 22. Februar 1966 in Moskau) ist ein russischer Journalist, Fernsehmoderator und Person des öffentlichen Lebens. Seit 2012 ist er Mitglied im Menschenrechtsrat beim russischen Präsidenten. Er war zudem in der Gesellschaftlichen Kammer der Russischen Föderation der zweiten und dritten Einberufung (2008–2012) vertreten.

## Leben
Schewtschenko schloss eine Spezialschule mit vertieften Kenntnissen in deutscher Sprache ab. Er studierte an der Fakultät für „Ingenieurwesen und Systemanalyse von mikroelektronischen Geräten“ des Staatlichen Luftfahrtinstituts von Moskau, welche er 1990 absolviert hatte. Von 1989 bis 1991 arbeitete er als Sonderkorrespondent in der von der Christlich-Demokratischen Union Russlands herausgegebenen Zeitung „Westnik (Informationsblatt) der Christdemokratie“. Zwischen 1993 und 1995 lehrte Schewtschenko „Geschichte Russlands und Westeuropas“ im orthodoxen Gymnasium „Radonesch Jasenowo“ (Радонеж-Ясенево). Seine unabhängige journalistische Laufbahn setzte er in den Folgejahren in den Zeitungen „Erster September“ (1992–1995), „Nesawissimaja gaseta“ (1995–2002) und im Magazin „Sinn“ (Смысл) fort. Parallel dazu war er als Kriegsberichterstatter von Nesawissimaja gaseta in Afghanistan, Pakistan, Tschetschenien, Dagestan, Jugoslawien, Israel und Palästina tätig.
Während der Präsidentschaftswahlen in der Ukraine 2004 arbeitete Schewtschenko im Hauptquartier von Wiktor Janukowytsch. Vom Oktober 2005 bis Juni 2011 moderierte er im halbstaatlichen Fernsehsender Perwy Kanal (Первый канал) die autoritative Talk-Show „Sudite sami“ (Beurteilen sie selbst). Für seine herausragenden moderatorischen Fähigkeiten in der Sendung Sudite sami wurde ihm 2008 der Medienpreis „Goldene Feder Russlands“ verliehen.
Im September 2009 wurde Schewtschenko der Visumsantrag für die Einreise nach Georgien im Rahmen der „öffentlichen Kommission zur Beseitigung der humanitären Folgen des georgisch-russischen Konfliktes“ verweigert.
2010 übernahm Schewtschenko die Chefredaktion der Zeitschrift „Politik des Kaukasus“. 2012 moderierte er im Perwy Kanal kurzfristig das Programm „W Kontekste“ (Im Kontext). Im September 2015 wechselte er zum TV-Sender NTW.
Schewtschenko ist die Vertrauensperson von Pawel Grudinin, dem Anhänger der Kommunistischen Partei der Russischen Föderation, dessen Kandidatur er bei den Präsidentschaftswahlen 2018 unterstützt hat.
Im Jahr 2021 wurde Schewtschenko Parteivorsitzender der Russischen Partei der Freiheit und Gerechtigkeit, die von Andrei Bogdanow als Kommunistische Partei für Soziale Gerechtigkeit gegründet und im Jahr 2021 umbenannt worden war.